# Aleuropteryx longiscapes
Aleuropteryx longiscapes is een insect uit de familie dwerggaasvliegen (Coniopterygidae), die tot de orde netvleugeligen (Neuroptera) behoort. De soort komt voor in Spanje.